# Göran Karlsson (cyklist)
Bo Göran Karlsson, född 21 september 1937 i Norrköping, död 26 maj 2020 i Limhamns distrikt, var en svensk professionell cyklist 1960-1961. Han körde under sin professionella karriär för två stall, Carpano (Italien) och Margnat-Rochet-Dunlop (Frankrike). År 1960 startade Karlsson i Tour de France men bröt tävlingen.
1959 deltog Karlson i Tunisien runt som pågick i 13 dagar. Han vann hela detta amatörlopp och kallades därefter Ökenkungen.
Hans främsta merit i övrigt är segern i Nordiska mästerskapet (Linjelopp, amatör) i Tammerfors.